# Споменик револуције у Власотинцу
Споменик револуције у Власотинцу је амбијентална творевина слободног типа, складно уткана у затечене природне облике. Споменик је дело је познатог југословенског архитекте Богдана Богдановића који је и одабрао локацију споменика. 
Интересантни рељефи који су уклесани на камену представљају симболе слободе и тока живота. Просторна композиција се састоји од кружног амфитеатра, алеје камених блокова украшених рељефима и симболичног антропоморфног пилона који бди над цветним орнаментима и свакодневним манифестацијама животне радости.
Споменик је посвећен палим борцима и жртвама фашизма, и подигнут је 1975. године. Споменик је, поводом Дана ослобођења Власотинца и Дана општине Власотинце, открио председник Републичког одбора Субнора Србије генерал-потпуковник Момчило Дугалић на таквом месту да доминира и да се види из свих делова града. 
На споменик су уклесани стихови Васка Попе: 

Звезда нас је наша надживела
И спалићу сваког паликућу
Мистрија заиграј тамо
Где је наше срце остало
Винова лозо продужи
Песму наших домара
Ако се зажелите наших образа

Помилујте у подне овај камен.